# Хиль, Фабер
Фабер Андрес Хиль Москера (англ. Faber Andrés Gil Mosquera; род. 14 марта 1995, Эль-Багре, Антьокия) — колумбийский футболист, вингер клуба «Пачука».

## Клубная карьера
Хиль — воспитанник клуба «Энвигадо». 20 августа 2014 года в поединке Кубка Колумбии против «Агилас Дорадас» Фабер дебютировал за основной состав. 14 февраля 2016 года в матче против «Индепендьенте Медельин» он дебютировал в Кубке Мустанга. Летом 2018 года Хиль перешёл в панамский «Арабе Унидо». 29 июля в матче против «Альянса» он дебютировал в чемпионате Панамы. 18 августа в поединке против «Санта-Гема» Фабер забил свой первый гол за «Арабе Унидо».
Летом 2019 года Хиль вернулся на родину, став игроком «Итагуи Леонес». 20 июля в матче против «Вальедупар» он дебютировал в колумбийской Примере B. 17 августа в поединке против «Барранкилья» Фабер забил свой первый гол за «Итагуи Леонес».
В 2021 году Хиль на правах аренды перешёл в «Атлетико Уила». 5 февраля в матче против «Итагуи Леонес» он дебютировал за новую команду. В поединке против «Вальедупар» Фабер забил свой первый гол за «Атлетико Уила». В начале 2022 года Хиль был арендован клубом «Ла Экидад». 22 января в матче против «Индепендьенте Санта-Фе» он дебютировал за новую команду. В 2023 году Фабер на правах аренды вернулся в «Атлетико Уила». В начале 2024 года Хиль подписал контракт с «Депортиво Перейра». 20 января в матче против «Депортиво Кали» он дебютировал за новую команду. В том же поединке Фабер забил свой первый гол за «Депортиво Перейра».
Летом 2024 года Хиль перешёл мексиканскую «Пачуку» на правах аренды.